# Dypsidinae
Sous-tribu
Classification APG IV (2016)
Genres de rang inférieur
- Dypsis
- Chrysalidocarpus
- Vonitra
- Lemurophoenix
- Marojejya
- Masoala

Les  Dypsidinae  sont une sous-tribu de plantes à fleurs de la famille des palmiers (Arecaceae). Ce groupe contient des genres originaires principalement de Madagascar.

## Classification
- Sous-famille des Arecoideae
  - Tribu des Areceae
    - Sous-tribu des  Dypsidinae  [1]

Genres,,.:
- Dypsis    		151 espèces acceptées  - originaires de Madagascar [5]
- Chrysalidocarpus 	15 espèces acceptées  -  endémiques de Madagascar , de l’Archipel des Comores, et de Tanzanie [5],[3].
- Vonitra 			4 espèces acceptées  -  endémiques de Madagascar  [5],[4].
- Lemurophoenix 	2 espèces acceptées  -  endémiques de Madagascar
- Marojejya 		2 espèces acceptées  -  endémiques de Madagascar
- Masoala   		2 espèces acceptées  -  endémiques de Madagascar